# اچ‌دی ۸۴۸۱۰

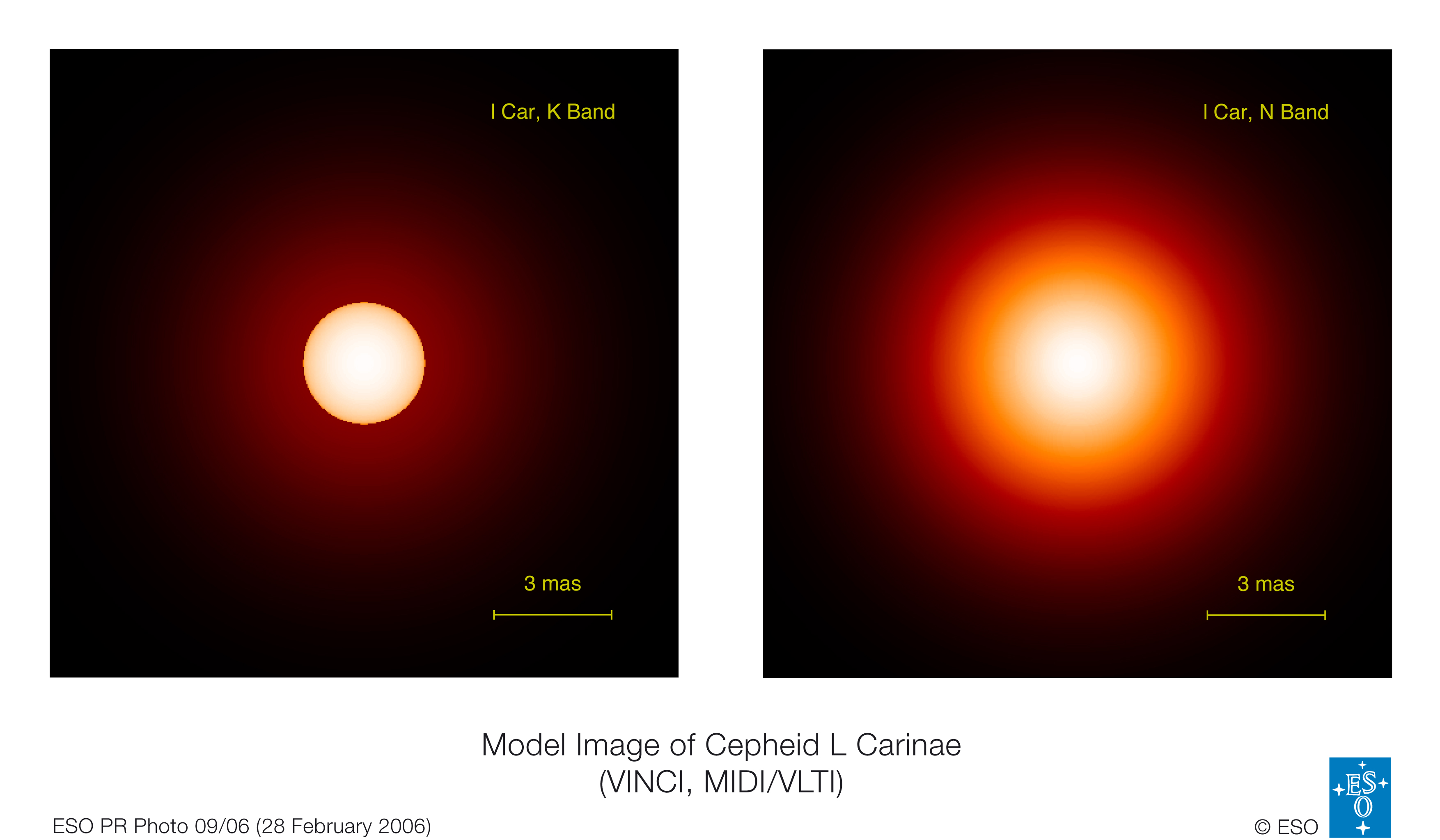
ستاره اچ‌دی ۸۴۸۱۰

اچ‌دی ۸۴۸۱۰ یک ستاره است که در صورت فلکی شاه‌تخته قرار دارد.